# Diamyd Medical
Diamyd Medical är ett svenskt diabetesbolag verksamt inom läkemedelsutveckling. Diamyd Medicals aktie handlas på Nasdaq Stockholm First North under kortnamnet DMYD B.
Diamyd Medical utvecklar diabetesvaccinet Diamyd, en antigen-baserad terapi (ABT) baserad på den exklusivt licensierade GAD-molekylen. De har även licensierade teknologier för GABA och gliadin samt investeringar inom stamcellsteknologi och medicinteknik.

## Produkter
Diamyd Medical utvecklar kombinationsterapier för behandling av autoimmun diabetes i syfte att förebygga, fördröja eller stoppa den autoimmuna attacken på betacellerna genom att inducera tolerans mot GAD, ett av autoantigenen som kroppen presenterar vid autoimmun diabetes, och på så sätt bevara kroppens egen förmåga att producera insulin. Den kliniska forskningen omfattar utveckling av kombinationsbehandlingar inklusive den antigenbaserade immunoterapin Diamyd och andra substanser såsom antiinflammatoriska och immunosuppressiva ämnen, inklusive GABA, både när det gäller att förebygga och att behandla typ 1-diabetes.
Genom att kombinera olika ämnen med olika verkningsmekanismer, till exempel genom att minska inflammation, trycka ned immunsystemet, stärka betacellerna och inducera tolerans, bekämpas sjukdomen på flera fronter.

## Kliniska studier
Diamyd® genomgår 2024 en pivotal fas III-studie (DIAGNODE-3) i Europa och USA, där intralymfatisk administration av läkemedlet utvärderas för att bevara insulinproducerande förmåga hos patienter med typ 1-diabetes. Detta är den enda pågående fas III-studien globalt för en sjukdomsmodifierande terapi vid typ 1-diabetes.

### Andra pågående studier
- Prövarinitierade kliniska studier: Sex studier med Diamyd® och GABA, varav fyra fokuserar på att ingripa i den autoimmuna processen vid typ 1-diabetes och två syftar till att förebygga sjukdomen hos högriskbarn.
- LADA-studie: En placebokontrollerad fas II-studie som undersöker effekten av Diamyd® hos vuxna patienter med LADA.

Tidigare fas II- och fas III-studier visade klinisk effekt i specifika subgrupper, vilket har legat till grund för den fortsatta utvecklingen. Positiva observationer från dessa studier har stärkt forskningen och drivit den nuvarande fas III-utvecklingen framåt.

## Regulatoriska framsteg
- I februari 2024' erhöll Diamyd® Fast Track Designation av FDA för behandling av nyligen diagnostiserad typ 1-diabetes hos patienter med HLA DR3-DQ2-genotyp.
- I juli 2024 erhölls en andra Fast Track Designation för förebyggande behandling av typ 1-diabetes hos pediatriska patienter med samma genotyp.

## Marknadspotential
En marknadsundersökning genomförd 2024 visade att amerikanska vårdgivare och betalare ser stor potential i Diamyd®. En behandling uppskattas kosta mellan 194 000 och 240 000 USD per patient, vilket signalerar betydande kommersiell potential.

## Historik
Företaget har sitt ursprung i Synectics Medical AB som startades 1976. Diamyd Medical knoppades av som ett eget bolag 1996 och övriga delen av Synectics såldes till Medtronic Inc.
De drabbades 2011 av svåra motgångar. Efter en kontrovers med styrelsen lämnade Elizabeth Lindner VD-posten i april och efterträddes av vice VD Peter Zerhouni. Bara några veckor senare meddelade bolaget att resultaten av Fas III-studierna av diabetesvaccinet inte nådde den primära målsättningen. Aktiekursen rasade på en dag med 85 % som följd av denna nyhet och fortsatte att falla under den närmaste tiden. Bolagets kapitalmässigt störste ägare Bertil Lindkvist avyttrade därpå en stor del av sitt innehav och fondkommissionären Avanza redovisade kreditförluster till följd av att aktieägare tagit lån med Diamydaktier som säkerhet.